# グランドボウル
グランドボウルは日本のボウリング場を運営する企業および、その法人が運営するボウリング場。本社は愛知県名古屋市緑区忠治山。

## 概要
現法人は登記上1998年設立となっているが、名古屋グランドボウルは1971年（昭和46年）より営業を続けている企業。
2008年に心斎橋サンボウルの運営元である三栄建設が買収した。登記上の本社は三栄建設の本社である大阪府八尾市となっているが、本店及びグランドボウル事業の本部は名古屋市緑区の名古屋グランドボウル内に置かれている。
東海地方を中心に、首都圏、近畿圏において16カ所のボウリング場を運営しており、2022年現在ではボウリングチェーンとしてはラウンドワンに次ぐ2位の店舗数を誇っている。
軽いゲームコーナーは設置しているものの、グランドボウル直営としての大きなゲームセンターやカラオケ併設ということはなく、ボウリング一本の施設として運営しているという特徴がある（ゲームセンター併設店舗は他のゲームセンター運営会社にテナント貸ししている）。
本店が所在している名古屋グランドボウルは156レーン（3フロア）が設置され、日本最大のボウリング場となっている。かつては隣接地（現名古屋南ジャンクションおよびシーテック大高ビル）にもう一棟所在していた。
稲沢グランドボウルはギネス世界記録に登録されている1フロアとして世界最多の116レーンを持つボウリング場であり、毎年3月の全日本選手権、10月のジャパンオープンが開催されている（前者は完全に会場固定、後者は数年に一度別のボウリング場で行われる場合あり）。現在は1階部分はショッピングセンター「パールシティ」となっているが、かつてはここにも2階と同じく116レーンがあり、計232レーンが存在していた。
川崎グランドボウルは、『ボウリング革命 P★League』の試合会場だった東京都港区の田町ハイレーンが2015年3月29日で閉館したため、第56戦から第89戦まで試合会場として使用された。
新狭山グランドボウルは2014年と15年の全日本プロボウリング選手権大会が開催されたほか、2016年よりNHK杯全日本選抜選手権が開催されている。
津グランドボウルは全国高等学校対抗ボウリング選手権大会で使用されている。

## 店舗
概要にある通り、心斎橋サンボウルは沿革が異なるため、現在もグランドボウルの店舗名を用いていない。
- 名古屋グランドボウル[7]
- 稲沢グランドボウル[7]
- 岡崎グランドボウル[7]
- 半田グランドボウル[7]
- 春日井グランドボウル[7]　（旧 パームボウル春日井）
- 津グランドボウル[7]
- 袋井グランドボウル[7]
- 浜岡グランドボウル[7]
- 藤枝グランドボウル[7]
- 川崎グランドボウル[7]　（旧 川崎スターレーン）
- 新狭山グランドボウル[7]
- ジェームス山グランドボウル[7]　（旧 パームボウルジェームス山）
- 鈴鹿グランドボウル[7]
- 高田馬場グランドボウル[7]　（旧 BIGBOX高田馬場）
- 東大和グランドボウル[7]　（旧 BIGBOX東大和）
- 心斎橋サンボウル[7]

## 所属プロボウラー
- 小泉奈津美[8]
- 谷川章子[8]
- 森彩奈江[8]
- 小沼姫
- 横山実美
- 田中慶吾[8]
- 斉藤茂雄[8]
- 澤田玉美[8]
- 今田博巳[8]
- 小島喜己[8]
- 岩見辰哉[8]
- 朝倉丘雄[8]
- 佐渡島悟[8]
- 岩切稔純[8]
- 上ノ堀正一[8]
- 岩瀬一真[8]
- 川口真一[8]
- 浅野慎介[8]
- 松本真実[8]
- 馬場健司[8]
- 栗本友[8]
- 石野宏[8]
- 森西義治[8]
- 加古三千世[8]
- 福丸哲平[8]
- 渡邉雄也[8]
- 松田力也[8]
- 須田久美子[8]

## その他
- グランドボウル社は「グランドボウル」の商標権を保有している（登録番号3088123）が、登録されたのは1995年のことであり、そのため、それ以前からグランドボウルという名称を用いているボウリング場に、当項のグランドボウル社と関係ないところがいくつかある。
  - 埼玉県川口市のアオキグランドボール・芝グランドボール・南平グランドボールを運営しているのは、埼栄不動産であり、グランドボウル社とは無関係。
  - 静岡県浜松市の浜松グランドボウルは、浜松グランドボウル社が運営しており、グランドボウル社とは無関係。
  - 富山県富山市の立山グランドボウルは、立山科学が運営しており、グランドボウル社とは無関係。
  - 和歌山県和歌山市の和歌山グランドボウルは、イーストトレジャーが運営しており、グランドボウル社とは無関係。